# ويليام ميرفي (سياسي)
ويليام ميرفي (بالإنجليزية: William Murphy)‏ هو سياسي أيرلندي، ولد في 12 فبراير 1892، وتوفي في 16 نوفمبر 1967.

## مناصب
- في 1951 Irish general election [الإنجليزية]‏، انتخب نائب دييل عن دائرة Clare (Dáil constituency) [الإنجليزية]‏ وقد انضم خلال فترته النيابية ‏ (13 يونيو 1951 – 23 أبريل 1954) للكتلة البرلمانية فاين جايل.
- في 1954 Irish general election [الإنجليزية]‏، انتخب نائب دييل عن دائرة Clare (Dáil constituency) [الإنجليزية]‏ وقد انضم خلال فترته النيابية ‏ (2 يونيو 1954 – 13 ديسمبر 1956) للكتلة البرلمانية فاين جايل.
- في الانتخابات العمومية الإيرلندية 1957 [الإنجليزية]‏، انتخب نائب دييل عن دائرة Clare (Dáil constituency) [الإنجليزية]‏ وقد انضم خلال فترته النيابية ‏ (20 مارس 1957 – 1 سبتمبر 1961) للكتلة البرلمانية فاين جايل.
- في الانتخابات العمومية الإيرلندية 1961 [الإنجليزية]‏، انتخب نائب دييل عن دائرة Clare (Dáil constituency) [الإنجليزية]‏ وقد انضم خلال فترته النيابية ‏ (11 أكتوبر 1961 – 11 مارس 1965) للكتلة البرلمانية فاين جايل.
- في الانتخابات العمومية الإيرلندية 1965 [الإنجليزية]‏، انتخب نائب دييل عن دائرة Clare (Dáil constituency) [الإنجليزية]‏ وقد انضم خلال فترته النيابية ‏ (21 أبريل 1965 – 16 نوفمبر 1967) للكتلة البرلمانية فاين جايل.